# Max Hauschild (Stadtplaner)
Max Hauschild (* 22. November 1914 in Liebenstein bei Arnstadt/Thüringen; † 17. März 1997 in Überlingen) war ein deutscher Stadtplaner und 1953–1978 Baudezernent in Biberach an der Riß. 

## Leben
Max Hauschild, Sohn von Tilla Hauschild im fränkischen Coburg, schlug die Offizierslaufbahn ein. Nach dem Krieg kam er durch die Heirat mit Luise Baur aus Biberach in deren Heimatstadt, wo er zunächst beim bei Baur untergekommenem Hugo Häring praktizierte.  Im Oktober 1945 war Regine geboren, die Bibliothekarin in Heidelberg wurde und den Arzt Gerhard Wolf heiratete. 1946 begann Max Hauschild ein Architekturstudium in Stuttgart und gewann 1951 im Wettbewerb um die ECA-Siedlung in Stuttgart-Feuerbach einen ersten Preis, (mit Gero Karrer und Breitschädel) der die Eintrittskarte für die im folgenden Jahr freigewordenen Stelle des Stadtplaners in Biberach war. In knapp 27 Amtsjahren sorgte er für mehr als 4000 Wohnungen, sorgte sich um die bauseitige Verwendung von Einbauküchen im sozialen Wohnungsbau und Anfang der 1960er Jahre für die Schul- und Sportmeile. Er entwarf das Urania-Filmtheater für Anton Kutter, den Stadtfriedhof mit Günther Grzimek und die Stadthalle. Auch die  Eisbahn am obersten See war seine Idee. Ehrenamtlich engagierte er sich in der Gesellschaft für Heimatpflege und in der Schützendirektion. 1991 zog Max Hauschild, wie schon seine Mutter, ins Augustinum Überlingen, wo er im Alter von 82 Jahren starb.